# Catoblepia berecynthina
Catoblepia berecynthina är en fjärilsart som beskrevs av Carl Heinrich Hopffer 1874. Catoblepia berecynthina ingår i släktet Catoblepia och familjen praktfjärilar. Inga underarter finns listade i Catalogue of Life.